# CD38
مجموعهٔ تمایزی ۳۸ (انگلیسی: Cluster of Differentiation 38) که با نامِ «ریبوز هیدرولاز ADP حلقوی» هم شناخته می‌شود، یک گلیکوپروتئین است که در انسان توسط ژن «CD38» که بر روی کروموزوم ۴ قرار دارد، کُد می‌شود. این گلیکوپروتئین بر سطح بسیاری از گلبول‌های سفید (از جمله لنفوسیت‌های بی CD4+ و CD8+ وسلول‌های کشنده طبیعی) دیده می‌شود. این پروتئین در چسبندگی سلولی، ترارسانی پیام و ارسال سیگنال به واسطهٔ کلسیم نقش دارد.
پروتئین CD38 در بروز اشکال در پاسخ ایمنی، اختلالات متابولیک و تغییرات رفتاری از جمله فراموشی گروهی مرتبط با اوتیسم دخیل است. همچنین این مولکول در عفونت اچ‌آی‌وی، سرطان‌های خون، مولتیپل میلوما، برخی تومورهای توپُر، دیابت نوع ۲، متابولیسم استخوان و برخی بیماری‌های ژنتیکی نقش دارد.
CD38 آنزیمی را می‌سازد که ترشح هورمون اکسی‌توسین از مغز را کنترل می‌کند.
نشان داده شده که افزایش تدریجی CD38 در اثر سن، با کاهش +NAD در ارتباط است،
همچنین افزایش بیان ژن CD38 در لوسمی مزمن لنفاوی (CLL) با کاهش سرعت پیشرفت بیماری مرتبط است.